# Tom Araya
Tomás Enrique Araya Díaz (Viña del Mar, 6 de junho de 1961) é um músico chileno naturalizado estadunidense. Ganhou popularidade por ser baixista e vocalista da banda de thrash metal Slayer.
Araya mudou-se ainda jovem para os Estados Unidos junto com sua família. Aprendeu a tocar contrabaixo aos oito anos e começou a tocar músicas dos Beatles e dos Rolling Stones com seu irmão. Em 1980, conseguiu um emprego como terapeuta respiratório e usou seu salário para co-financiar a produção do primeiro álbum da banda Slayer.
A maioria de suas contribuições nas letras das músicas da banda abordam assassinos em série, um tópico que ele considera interessante. Em 2006, Araya foi classificado em quinquagésimo oitavo na lista dos cem maiores vocalistas de heavy metal de todos os tempos pela Hit Parader.[carece de fontes?]

## Biografia
Araya nasceu em Viña del Mar, sendo o quarto filho de uma família de nove. Com a idade de cinco anos, sua família mudou-se para a cidade de South Gate, na Califórnia. Na internet, circularam rumores de que ele e sua família teriam deixado o Chile por razões políticas, o que foi negado pelo próprio Araya:
| “                                                             | Na verdade, foi por volta de 66 [1966] quando nós chegamos aos Estados Unidos, então foi muito antes de qualquer uma dessas merdas começarem; isso aconteceu em 71 [1971] e já estávamos nos Estados Unidos naquele momento. | ” |
| — Tom Araya em entrevista a Knack.com Pure Rock em 4/1/2005., | |   |

Araya aprendeu a tocar contrabaixo aos oito anos de idade com seu irmão mais velho, que tocava guitarra. Aprendeu várias canções dos Beatles e dos Rolling Stones. No início da década de 1980, a irmã mais velha de Araya aconselhou-o a trabalhar como terapeuta em respiração, então ele frequentou um curso de dois anos no qual aprendeu a intubar, usar uma seringa para tirar sangue e medir as proporções corretas da mistura de ar para a respiração.
Em 1981 conheceu Kerry King, que lhe ofereceu uma posição em sua banda, Slayer. Araya aceitou imediatamente e, graças ao seu trabalho como paramédico, pode financiar o que seria o seu primeiro álbum de estúdio, Show No Mercy. Em 1984, Araya pediu permissão ao hospital onde trabalhava para poder realizar a turnê pela Europa da banda Slayer, entretanto, o hospital recusou. Depois de mais de um mês sem trabalhar, ele foi dispensado pelo hospital.
Em 1991, na turnê Clash of Titans com Megadeth, Anthrax, Suicidal Tendencies e Alice in Chains, Dave Mustaine, o polêmico líder do Megadeth, disse a Araya: "Eu gosto quando você chupa meu pênis." Em resposta, Araya chamou Mustaine de homossexual enquanto estavam no palco. Os insultos entre as duas bandas tornaram as relações entre Megadeth e Slayer enfraquecidas a partir de então, embora Mustaine tenha insultado anteriormente Kerry King depois que ele decidiu se concentrar no Slayer em vez da banda Megadeth, na qual permaneceu como membro durante um mês.
Durante a turnê, Araya fez amizade com Jerry Cantrell, guitarrista de Alice in Chains, convidando-o a colaborar na música Iron Gland do álbum Dirt. Araya disse: "Eu apenas gritei para ele. Jerry me chamou para gritar e foi o que eu fiz."
Em 2006, Araya foi submetido a uma cirurgia na vesícula biliar e a estreia da turnê The Unholy Alliance foi adiada por uma semana. Além disso, por causa desta cirurgia, o vocalista não pôde terminar a gravação da música Final Six, que seria lançada no álbum Christ Illusion. No entanto, a música apareceu na versão de luxo do álbum. Araya levou seu filho na turnê pela primeira vez, afirmando que seria bom expô-lo nesta idade tão jovem e que seu primeiro concerto tinha sido aos dezessete anos."
Em 7 de janeiro de 2010, a banda anunciou em seu website oficial que Araya estava com uma cirurgia agendada e que a turnê programada seria cancelada até abril daquele ano. No entanto, a banda assegurou aos fãs que o "Slayer estava trabalhando duro para reprogramar as datas para o final do ano." Araya é conhecido por seu estilo agressivo de headbanging e começou a ter problemas de dores nas costas enquanto a banda estava em turnê na Austrália, Nova Zelândia e Japão em outubro de 2009.

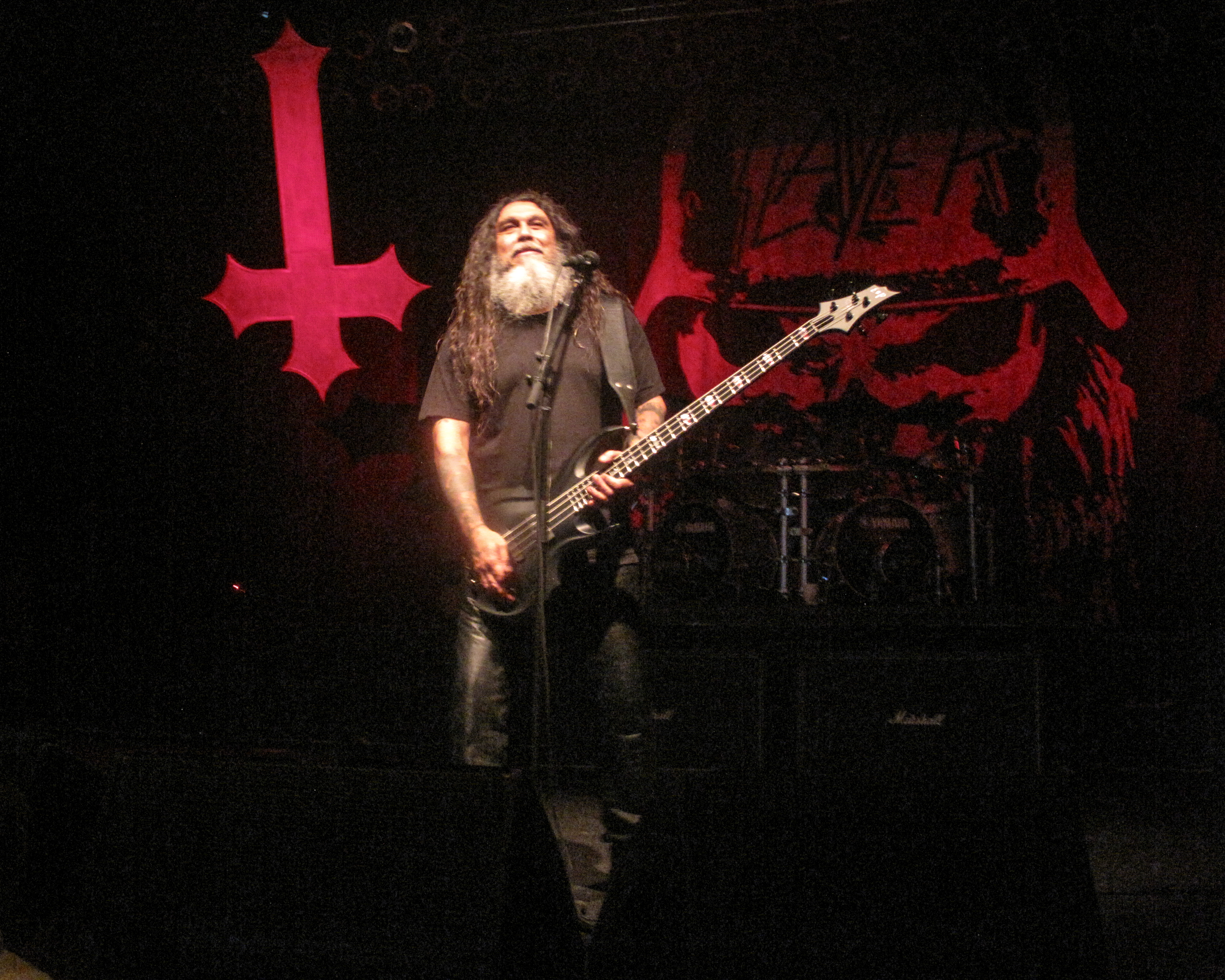
Araya em uma apresentação com o Slayer em 2015.

Em 12 de março de 2010, a revista Metal Hammer publicou uma entrevista com o baterista do Slayer, Dave Lombardo, sobre a recuperação de Tom Araya. Lombardo afirmou que o vocalista estava "se recuperando extremamente rápido e muito bem", e completou dizendo que ele estava "apenas avançando e fazendo todos os tratamentos pós-operatórios, pelos quais tinha que passar."
Em 20 de maio de 2010, o Slayer confirmou que tocariam duas músicas na TV durante o Jimmy Kimmel Live!. Em decorrência da cirurgia, Araya diminuiu significativamente seu movimento agressivo no palco e headbanging, permanecendo relativamente imóvel durante as apresentações.
Em 3 de junho de 2011, Araya recebeu as chaves da cidade onde nasceu, Viña del Mar. Em 2014, Araya fez uma aparição no filme de horror de heavy metal Hairmetal Shotgun Zombie Massacre: The Movie, dirigido por Joshua Allan Vargas.
Após a morte do guitarrista e co-fundador do Slayer Jeff Hanneman em 2013, Araya disse à Billboard que estava cumprindo com suas obrigações contratuais e afirmou que o grupo precisava conversar. Além de ressaltar a importância de Hanneman para a banda, o vocalista declarou que o futuro de Slayer não seria discutido até o fim da turnê. Em 2015, Araya junto com o Slayer lançaram o álbum Repentless, o primeiro após a morte de Hanneman e que teve Gary Holt da banda Exodus, como seu substituto.

## Vida pessoal
Araya reside em Buffalo, Texas, onde possui um rancho e vive com sua esposa Sandra, sua filha Ariel Asa e seu filho, Tomas Enrique Araya, Jr.; seus filhos foram educados em casa. Costuma cantar e tocar música country em seu violão acústico "para manter os dedos prontos". No rancho tinha, em junho de 2006, galinhas, cinco vacas, um touro e quatro novilhas que estavam para ter filhotes. Araya tem um irmão, Juan (Johnny) Araya, que atualmente toca contrabaixo na banda de death metal melódico Thine Eyes Bleed. Ele e sua esposa gostam de filmes de terror como The Amityville Horror e The Texas Chain Saw Massacre; ambos permitiram que seus filhos assistissem filmes de terror, mas deixaram claro que se tratava apenas de um filme quando eles perguntaram: "Isso é real?"

### Religião

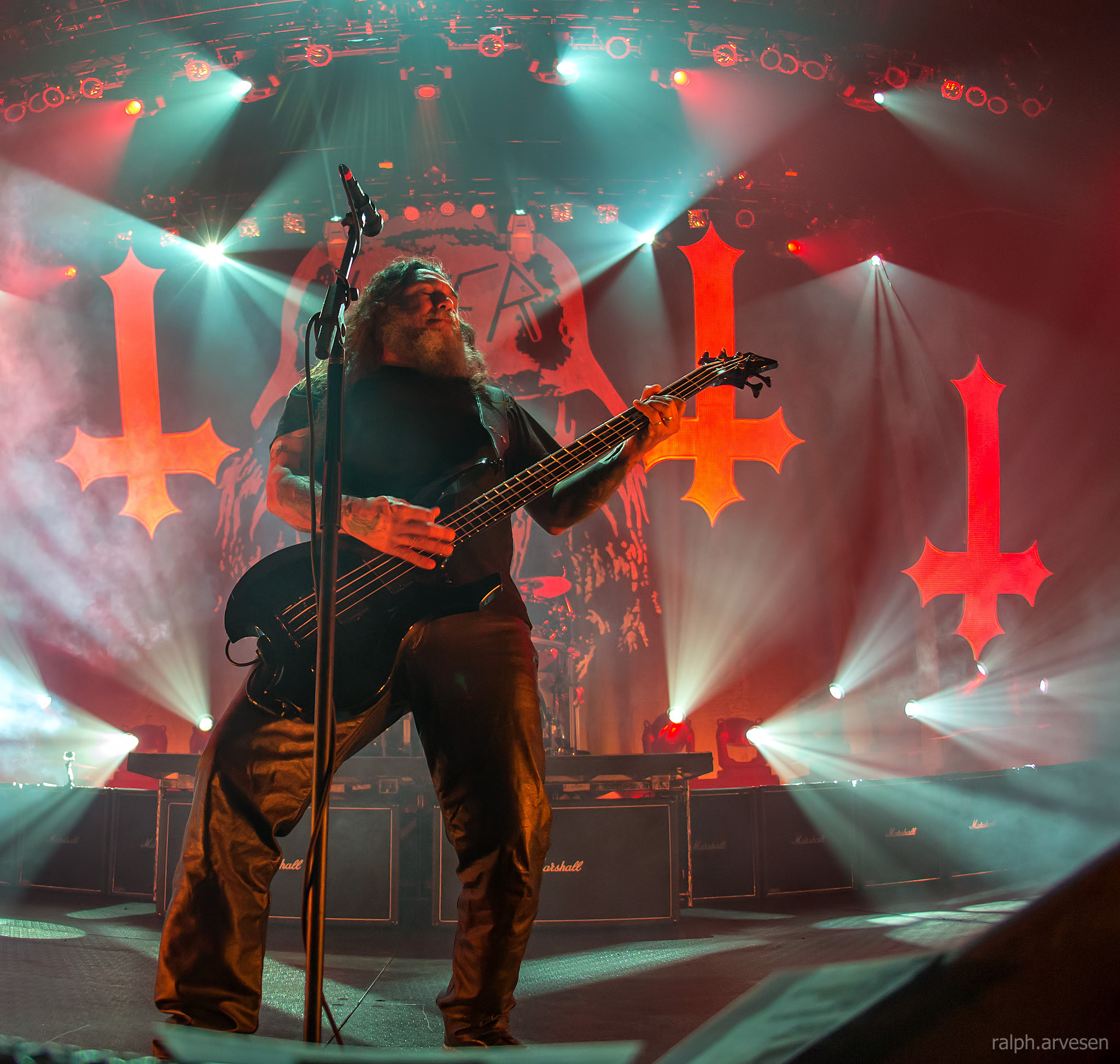
Araya num concerto do Slayer em 2014. A banda é conhecida por utilizar símbolos satânicos como cruz invertida e pentagramas.

Em uma entrevista, Araya expressou sua crença e disse: "Cristo veio para ensinar o amor, para não prejudicar os outros como no seu discurso: ...Aceite os outros como eles são. Viva em paz e ame os demais." Quando questionado se ele acreditava em Deus, ele respondeu: "Eu acredito em um ser supremo, sim. Mas ele é um Deus todo amoroso." Ele também explicou que possui uma "forte crença na religião" e que a imagem da banda e suas canções não podem interferir em seus pensamentos e sentimentos, acrescentando:
| “                                                | As pessoas não estão em boa forma para questionar seu próprio sistema de crenças por causa de um livro ou uma história que alguém escreveu, ou uma música do Slayer. | ” |
| — Tom Araya em entrevista a Jam.com em 9/7/2006. | |   |

Em 2005, o vocalista apareceu no documentário de Sam Dunn, Metal: A Headbanger's Journey, respondendo a perguntas sobre sua formação religiosa, quando se definiu como católico, com um sorriso. Em seguida, respondeu a uma pergunta sobre o álbum God Hates Us All, dizendo: "Deus não odeia ninguém, mas é um grande título."
Araya disse que é um erro da imprensa considerar os membros da banda como adoradores de Satanás: "Sim, sim, eu acho que é um dos maiores equívocos sobre a banda, nós somos apenas pessoas normais." Ele também expressou sua opinião sobre a qualidade das músicas escritas por Kerry King: "Eu não sou um daqueles que diz: Isso é péssimo, porque eu não penso nisso. Para mim, é melhor dizer: Isto é bom, vai irritar as pessoas!"
Em 2016, Araya ainda explicou que a principal razão pela qual a banda Slayer usar imagens satânicas era "assustar as pessoas", em particular as "pessoas de Hollywood", afirmando que nem ele nem nenhum de seus companheiros de banda tem alguma associação com o satanismo.

## Letras
As primeiras contribuições de Araya foram nas letras de At Dawn They Sleep e Crypts of Eternity, do álbum Hell Awaits. As músicas 213 e Dead Skin Mask revelam o seu interesse por assassinos em série. A primeira letra fala sobre Jeffrey Dahmer, enquanto a outra fala sobre Ed Gein. Araya declarou: "Estou tentando ver de onde esses caras vêm, para que você possa entender. Foi sempre um tópico que me intrigou."
Araya também escreveu a letra de Eyes of the Insane, do álbum Christ Illusion, que ganhou um Grammy em 2006. A inspiração para a canção veio de um artigo no Texas Monthly sobre as vítimas civis da guerra, e as experiências dos soldados que tentam lidar com o trauma causado nas suas missões. Araya disse:
| “                                                        | Em certos momentos dentro de uma missão no Iraque, as necessidades militares de ajuda tendem a rejeitá-lo. Eles tentam esconder isso esperando que tudo acabe bem. Tentam fazer com que você veja que vai acabar tudo bem, quando na verdade há um monte de porcaria que as pessoas não suportariam. Existem muitos soldados voltando para casa com angústias mentais e depressões. E a parte triste é que nós ouvimos tudo isso logo após a Guerra do Vietnã e a Guerra do Golfo dando a entender que os militares querem esquecer tudo com uma nova guerra. É foda. | ” |
| — Araya em entrevista a Knack.com Pure Rock em 3/5/2006. | |   |

## Equipamentos

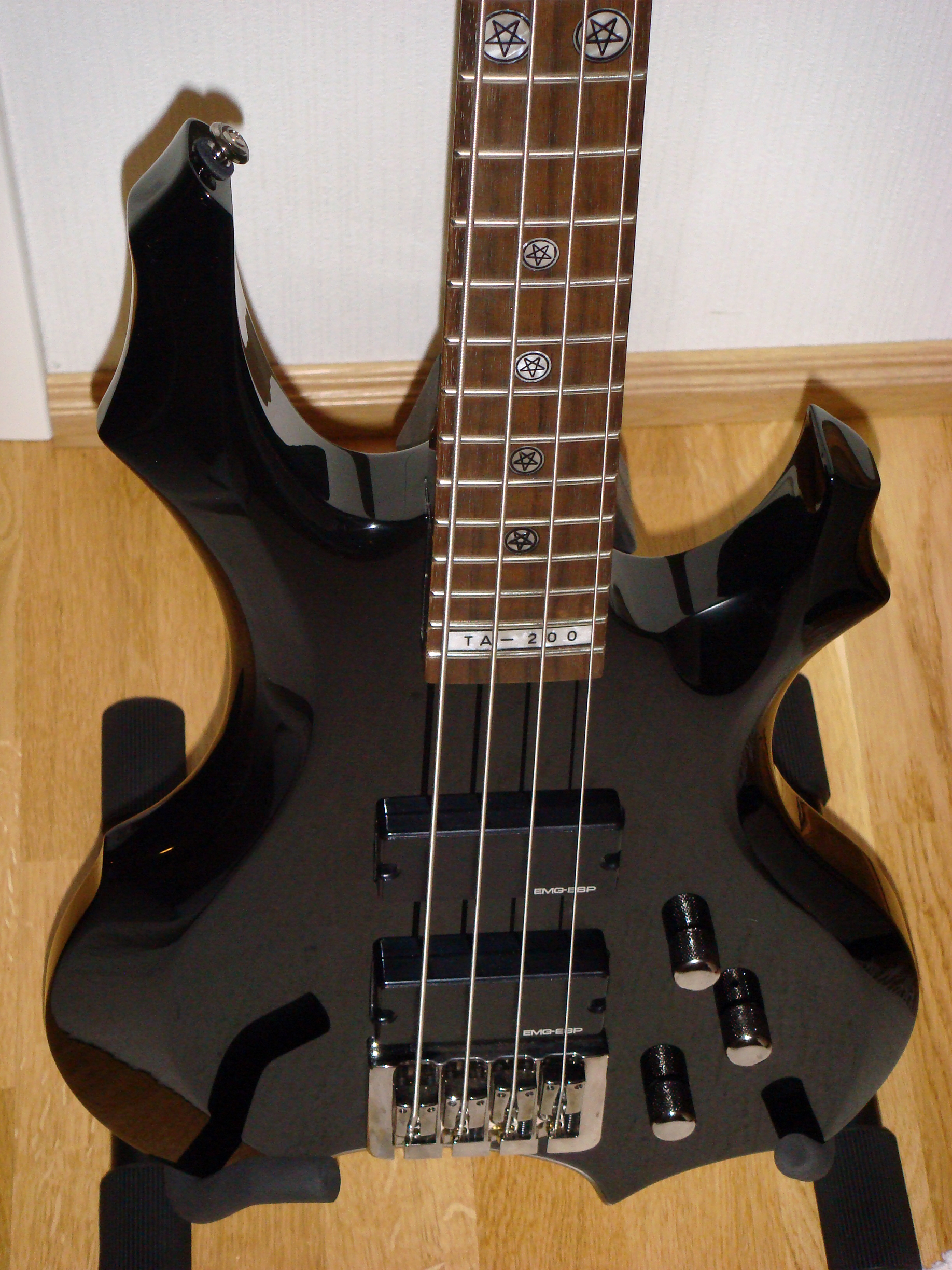
Tom Araya signature bass.

Araya endossa os amplificadores Marshall e as guitarras ESP, que comercializam contrabaixos assinados por ele.
O primeiro contato com os equipamentos da ESP foi com os próprios colegas músicos da banda Slayer, Jeff Hanneman e Kerry King, que usavam esses equipamentos. Hanneman inclusive tinha modelos comercializados pela ESP com sua assinatura. Araya foi abordado em seguida pela empresa, que queria fazer um modelo também assinado pelo vocalista.
Araya queria um modelo de contrabaixo tão bom e mais barato quanto um modelo de ponta, ele disse: "Nem todos os fãs podem comprar um contrabaixo que lhes custaria o preço de seus braços e suas pernas". Ele também queria que o instrumento tivesse um pescoço fino como uma guitarra, assim seria mais fácil tocá-lo ao invés de um contrabaixo com um pescoço muito grosso, que exigiria mais esforço para se alcançar com os dedos.

## Discografia
| Ano  | Álbum                | Referência |
| ---- | -------------------- | ---------- |
| 1983 | Show No Mercy        | [ 30 ]     |
| 1984 | Haunting the Chapel  | [ 31 ]     |
| 1984 | Live Undead          | [ 32 ]     |
| 1985 | Hell Awaits          | [ 33 ]     |
| 1986 | Reign in Blood       | [ 34 ]     |
| 1988 | South of Heaven      | [ 35 ]     |
| 1990 | Seasons in the Abyss | [ 36 ]     |
| 1991 | Decade of Aggression | [ 37 ]     |
| 1994 | Divine Intervention  | [ 38 ]     |
| 1996 | Undisputed Attitude  | [ 39 ]     |
| 1998 | Diabolus in Musica   | [ 40 ]     |
| 2001 | God Hates Us All     | [ 41 ]     |
| 2006 | Eternal Pyre         | [ 42 ]     |
| 2006 | Christ Illusion      | [ 43 ]     |
| 2009 | World Painted Blood  | [ 44 ]     |
| 2015 | Repentless           | [ 45 ]     |

| Ano  | Música                                                            | Artista         | Referência |
| ---- | ----------------------------------------------------------------- | --------------- | ---------- |
| 1992 | Dirt                                                              | Alice in Chains |            |
| 2000 | Primitive                                                         | Soulfly         | [ 46 ]     |
| 2002 | Rise Above: 24 Black Flag Songs to Benefit the West Memphis Three | Rollins Band    | [ 47 ]     |